# Долерит
Долерит (рос. долерит, англ. dolerite, нім. Dolerit m) — основна кайнотипна магматична гірська порода, що складається з плагіоклазу, моноклінного піроксену, олівіну, титаномагнетиту. Структура Д. офітова, пойкілоофітова, інтерсертальна. Різновиди — від склуватих до повнокристалічних, від тонко- до грубозернистих; текстура — від масивної до пористої. Колір темно-сірий. Д. складають гіпабісальні інтрузивні тіла (дайки, сілли), поширені в складі траппових формацій на континентах, в океанській корі, на островах тощо. Д. — різновид базальту.